# 一張王牌
一張王牌是雙人演唱團體，由来自台湾卑南族的歌手張惠春与来自中國大陸的电音唱作人王绎龙组成。
2018年4月15日，于厦门举行首场演唱会。

## 演艺经历
2017年3月，张惠春、王绎龙因大型民族音乐节目《天籁之声》结缘，节目中两人将王洛宾先生那首古谣《在那遥远的地方》改编成电音版本，以现代电音嘻哈新颖表现，让传统民歌焕发新的活力，播出后一鸣惊人，台上台下碰撞出无数火花，激发二人合作的想法。
2017年7月，张惠春與王绎龙携手參演金门海岛節，一起献唱改编后的电音版《在那遥远的地方》，将电音和嘻哈与中国风的结合发挥到极致。
2017年9月，“一张王牌”亮相央视音乐频道《全球中文音乐榜上榜》，携新歌《在那遥远的地方》首打榜，一举夺下當期冠军。全新的电子音乐诠释中国民歌，表演现场火爆异常，这也是台湾与中国大陆两岸歌手的首次组合合作，备受专业人士与歌迷的肯定。同月27日，台湾歌手张惠春与内地电音音乐人王绎龙组成的“一张王牌”组合正式版海报公布。
2017年10月16日，发行一张王牌首支单曲《茉莉花》，张惠春与王绎龙用电音嘻哈的新颖风格来颠覆这首家喻户晓的小调民歌，赋予经典新的生命和情感。
2018年4月15日，于厦门举行一张王牌组合的首场演唱会，张惠春与王绎龙新电音中国曲风引爆现场观众的热情，让两岸音乐人的音乐魅力尽情释放。